# HSBC Trinkaus
O HSBC Trinkaus & Burkhardt AG, operando como HSBC na Alemanha, é uma empresa alemã de serviços financeiros. Traça sua história desde 1785 e é um dos membros mais antigos do Grupo HSBC. O HSBC na Alemanha possui operações em bancos privados, comerciais e de investimento e gerenciamento de ativos. A entidade alemã se reporta ao HSBC Bank plc.
O banco era administrado por cinco sócios gerais sob um acordo de parceria incomum na Alemanha. Em 29 de novembro de 2005, os parceiros votaram para converter o banco em AG ou status de empresa limitada e, em agosto de 2006, o HSBC Trinkaus & Burkhardt concluiu sua transição de uma parceria limitada alemã (KGaA) para uma corporação limitada por ações (AG).
O HSBC possui 80,7% das ações do HSBC Trinkaus & Burkhardt AG; O Landesbank Baden-Wuerttemberg (LBBW) possui 18,7%. O HSBC Trinkaus & Burkhardt AG é uma empresa alemã de ações, administrada por um Conselho de Administração de cinco membros.
Em 2014, o HSBC gerou um lucro antes de impostos de €213,6 milhões na Alemanha. Com uma classificação Fitch de AA- (estável) como parte do HSBC Group, o HSBC é o banco privado com melhor classificação na Alemanha.

## Operações
Além de sua sede em Düsseldorf, o banco possui filiais em Baden-Baden, Berlim, Dortmund, Frankfurt, Hamburgo, Hanôver, Colônia, Mannheim, Munique, Nuremberg, Stuttgart e Viena (Áustria).

## História
Em 1785, Christian Gottfried Jäger estabeleceu sua casa comercial em Düsseldorf. Então, em 1852, Christian Gottfried Trinkaus, um dos sobrinhos do fundador, assumiu a empresa, nomeou seu nome e se concentrou exclusivamente no setor bancário a partir de então. A partir de 1919, a empresa passou a pertencer a investidores institucionais, especialmente o Deutsche Bank, quando os últimos membros da família deixaram o banco.
O próximo marco ocorreu em 1972, quando a CG Trinkaus se fundiu com a Bankhaus Burkhardt & Co, fundada em Essen em 1841. Sob o nome de Trinkaus & Burkhardt, o banco estendeu suas operações para Luxemburgo e Suíça. Dois anos depois, o Citibank, dos EUA, adquiriu a participação majoritária.
Em 1980, o Midland Bank sediado no Reino Unido, adquiriu uma participação majoritária na Trinkaus & Burkhardt. Cinco anos depois, a Trinkaus & Burkhardt se converteu em uma parceria limitada por ações (Kommanditgesellschaft auf Aktien - KGaA) e listada na bolsa de valores.
O HSBC adquiriu o Midland Bank em 1992 e, com ele, a participação majoritária da Midland na Trinkaus & Burkhardt. Com o tempo, o HSBC transferiu as operações da Trinkaus e Burkhardt na Suíça para sua subsidiária no país, o HSBC Guyerzeller Bank. Em 1999, o banco na Alemanha mudou seu nome para HSBC Trinkaus & Burkhardt KGaA. Por fim, em 2006, o banco mudou sua forma legal e se tornou o HSBC Trinkaus & Burkhardt AG. Em 2010, em seu 225º aniversário, o HSBC na Alemanha aumentou o capital social em 150 milhões de euros para promover os negócios corporativos na Alemanha como parte do HSBC. Em 2013, a Iniciativa de Crescimento começou com o objetivo de posicionar o HSBC na Alemanha como banco internacional líder para clientes alemães.